# バーチャルスクリーニング
バーチャルスクリーニング（英語：Virtual screening、略称：VS）は医薬品開発に用いられるコンピュータ技術の1つ。医薬品ターゲット（多くの場合、タンパク質受容体もしくは酵素）と最も良く結合する化学構造を特定するために、コンピュータを用いて高速に多数の構造を評価する

。
バーチャルスクリーニングは医薬品開発のプロセスにおいて不可欠な要素となりつつある。より一般的に長く用いられてきたデータベース検索の概念とくらべて、「バーチャルスクリーニング」という用語は比較的新しい。ウォルターズらはバーチャルスクリーニングを「非常に大きな化合物群（ライブラリ）を（コンピュータプログラムで）自動的に評価すること」と定義する 。この定義が示すように、バーチャルスクリーニングとは、膨大な数の想定可能な化学物質をふるいにかけて、いかにして実際に合成、試験できる妥当な数に絞りこめるか、という点に注目する数のゲームと言っても良い。理論的に存在しうる全化学物質を対象としたスクリーニングは魅力的な題材ではあるが、計算量が無限に増えてしまうため現実的ではない。そこで実際のバーチャルスクリーニングでは、分子設計と最適化により、ターゲットに絞り込んだ化合物ライブラリを構築することと、既にある自前の、または他者から提供された化合物群を基にして、上質なライブラリを作ることが基本戦略となる。
バーチャルスクリーニングの目的は、標的となる高分子と結合する新規な化学構造を発見することである。したがって、ただ標的物質と結合する化合物（ヒット化合物）が数多く見つかるだけでは意味がなく、興味深い新規な基本構造が見出された時にバーチャルスクリーニングは成功したと言える。それゆえバーチャルスクリーニングの結果の解釈には注意を要する。

## 方法
バーチャルスクリーニングには大きく分けて、リガンド法と構造法の2つの手法がある
。

### リガンド法
構造が未知の受容体に対し、結合することがわかっているリガンド同士の構造を比較することで、受容体の構造を予想しモデルを構築する。生理活性を発現するためのリガンドに必須の部分構造をファーマコフォアと言う。候補リガンドの構造とファーマコフォアモデルとを比較し、リガンドが受容体と結合する可能性を検討する
。
もう1つのアプローチとして、1種類の活性リガンドに対する化学的類似性を元にデータベースを検索する方法がある
。

### 構造法
構造に基づくバーチャルスクリーニングでは、候補となるリガンドの標的タンパク質への形状から見たはまり具合（ドッキング）の評価と、それに続く結合の強さの数値化により、タンパク質とリガンドの親和性を見積もる

。

## 計算機
多くのバーチャルスクリーニングで必須になる原子間の対相互作用の計算は、演算上N個の原子に対して{\displaystyle O(N^{2})}の複雑さを持つ。つまり相互作用を知りたい対象となる原子の数の2乗に比例して演算量が増加することを意味する。この指数関数的演算量の増加ゆえに、考慮する原子数が少ないリガンド法ではノートパソコン、多くの原子が関係する構造法では大型汎用コンピュータ、など手法により必要な計算機の規模は異なる。

### リガンド法
典型的なリガンド法では、各1組の構造比較が数分の1秒程度で処理されれば良く、1つのCPUでも、比較的大きなスクリーニングが数時間で終了する。いくつかの比較を並行処理することで、全体の処理速度を向上することができる。

### 構造法
構造法は計算量が多いため、コンピュータ・クラスターなどの並列処理が可能なシステムで、Sun Grid EngineやTorque PBSなどのバッチ処理のジョブ管理システムを用いて処理する必要がある。
大きな化合物ライブラリからのデータ入力を制御し、平行して計算が行われている複数のノードへ、必要な化合物データを分配する手段が必要となる。一般的なデータベースエンジンでは処理が遅いので、Berkeley DBのような高速なデータベース管理システムが好ましい。さらに、1つのジョブで1つの比較を行うと、各クラスターノードで消費時間が容易に増大して、全体の処理速度が落ちる。この問題を解決するために、結果をある種のログファイルとしてまとめることで、各クラスタージョブでいくつかのバッチを一度に処理させる。全ての計算処理が終わった後、ログファイルを検索して、評価の高い候補化合物を抽出する。